# Цачхури
Цачхури (груз. წაჩხური) — село в Грузии, на территории Мартвильского муниципалитета края (мхаре) Самегрело-Верхняя Сванетия.

## География
Село находится в западной части Грузии, на левом берегу реки Техури, на расстоянии приблизительно 13 километров (по прямой) к северо-западу от города Мартвили, административного центра муниципалитета. Абсолютная высота — 303 метра над уровнем моря.

## Население
По результатам официальной переписи населения 2014 года в Цачхури проживало 408 человек (214 мужчин и 194 женщины). В национальной структуре населения грузины составляли 100 %.
| Год  | Население, человек |
| ---- | ------------------ |
| 2002 | 656                |
| 2014 | ↘ 408              |